# Fàfila
Fàfila o Fàvila (Astúries, inici s. VIII—mitjan del 739) va ser el segon rei d'Astúries (737-739).

## Orígens
Nascut a inici del segle VIII a Astúries, era fill de Pelai, cabdill dels asturs considerat tradicionalment el primer monarca del regne d'Astúries, fet que afirmen totes les cròniques sense cap ombra de dubte. De la mare, segons Antonio Floriano, se'n desconeix el nom, atès que la que les fonts anomenen Gaudiosa no és històricament sostenible. En canvi, si es coneix que va ser germà d'Ermessenda, reina consort d'Astúries posteriorment. D'acord amb dues versions de la Crònica d'Alfons III el seu avi era Fàfila, un noble d'ascendència visigoda que, segons Gonzalo Martínez, hauria estat un dels ducs integrat a la Cúria Règia acompanyant dels darrers reis visigots. La repetició del nom de l'avi en el net, una pràctica comuna a l'època, serviria com una forma de justificar la vinculació genealògica.

## Regnat
La duració del seu regnat és molt breu, la Nomina Legionensium l'hi dona un total de 2 anys, 7 mesos i 7 dies des de la mort de Pelai. La Crònica Rotense consigna la defunció de Pelai el 737 i, en conseqüència, la de Fàfila el 739, de fet ben entrat l'any d'acord amb la Nomina. Posteriorment va discrepar Lucas de Tui al Chronicon Mundi, que senyala el 736 com a data d'inici del regnat, mentre que la Crònica General l'endarrereix més, fins a l'any 732. Tanmateix, els historiadors accepten de forma unànime el període de 737 a 739 com a vàlids.
No es conserva documentació del seu mandat, si bé la seva existència està provada gràcies a les mencions de fonts cristianes i musulmanes. El testimoni més important és un monument epigràfic que Fàfila va dedicar amb motiu de la consagració de la petita església de Santa Cruz de Cangues d'Onís, realitzada el 27 d'octubre del 737 per un bisbe anomenat Astem o Asteri, un personatge del qual no es tenen més notícies i que s'ignora quin era el seu títol episcopal. La notícia també la recull la Crònica Rotense, la primera que es conserva d'activitats edilícies dels reis asturs, que demostra, a més, que Cangues va esdevenir centre de poder de la monarquia i que Fàfila va continuar establert, com havia fet el seu pare.
A la làpida de l'església s'hi fa constar que Fàfila va aixecar l'església amb fe diligent, amb la seva dona Froiliuba i els seus estimats fills. El monarca apareix amb l'apel·latiu famulus, un nom amb reminisències mosaiques, utilitzat en l'àmbit cristià de forma freqüent a inscripcions i documentació, que va començar a utilitzar l'emperador Constantí el Gran. Tanmateix, era una novetat a la península, atès que els reis visigots no l'havien fet servir, però que sí va utilitzar Fàfila i, abans, el seu pare. És possible que amb l'ús d'aquest epítet i el protagonisme que té Fàfila a l'església es tingui la voluntat de ressaltar la seva proposta política o intenció de futur, que devien existir abans, durant el mandat de Pelai, moment en què s'hauria començat a construir el temple. Val a dir que Amancio Isla diu que l'església coincideix pràcticament amb la commemoració de la victòria de l'emperador Constantí sobre Maxenci a la batalla del Pont Milvi (28 d'octubre del 312), basant en l'error de data que hi havia en els textos de Lactanci, del qual haurien begut les fonts asturs. La consagració simbolitzaria, com la batalla, una victòria de la creu cristiana sobre el paganisme. L'església, que precisament ostenta el nom de Santa Creu, va ser construïda sobre un estructura prèvia pagana i, per tant, la cort asturiana hauria tingut la voluntat d'erigir l'edifici com a commemoració d'un regne cristià, liderat per una família que, a més, cercava paral·lelismes en la constantiniana.

## Matrimoni
Es va casar amb Froiliuba. Aquest nom està documentat a la mateixa làpida de l'església de Santa Cruz de Cangues. Van tenir fills, que són igualment esmentat al mateix document epigràfic, però se'n desconeixen els noms. La genealogia fabulsa d'Otto de Vlissingen aporta el nom de Favinia com a suposada filla de Fàfila, la qual, a més, hauria estat casat amb el tercer duc de Suàbia, informació acceptada per historiadors posteriors com Enrique Flórez. Tanmateix, la font d'on procedia no es considera fiable.

## Mort
La mort de Fàfila es va produir ben entrat l'any 739, segons expliquen les cròniques a causa d'un accident de caça, concretament per l'atac d'un os. Aquest episodi està reflectit també de forma arqueològica en el relleu d'una mènsula de l'església de San Miguel de Linio, en la qual apareix aquest episodi, amb el rei muntat a cavall atacant amb la seva llança una bèstia, que sembla més aviat un senglar. Es dona per bona la notícia que va incloure Pelayo d'Oviedo en la seva versió de la Crònica d'Alfons III, segons la qual Fàfila i la seva esposa van ser enterrats a l'església de Santa Cruz. Alguns autors han insistit que els sepulcres no eren dins de l'església, sinó al peu i, posteriorment, amb l'ampliació les tombes van quedar dintre.
La successió de Fàfila va recaure en el seu cunyat Alfons, casat amb Ermessenda, germana de Fàfila, i no en els fills de Fàfila, als quals se'ls ha suposat molt joves com per ocupar el tron.